# 南乃島勇
南乃島 勇（みなみのしま いさむ、1983年6月2日 - ）は、トンガ王国出身で武蔵川部屋に所属した元大相撲力士。本名ミナミノシマ・イサム・ファレバイ。身長185cm、体重130kg。最高位は東幕下21枚目。得意技は突き押し。父親は元力士（元朝日山部屋所属）で世界相撲選手権大会トンガ代表チームの監督も務めた南ノ島勇ことテヴィタ・ヴァイオラ・ファレバイ(Tevita Vaiola Falevai)。現在は故郷に戻り警察官として勤務している。

## 略歴
- 2001年3月 - 初土俵
- 2008年9月 - 引退

## 戦績
- 生涯成績 159勝147敗9休（46場所）

## 各段優勝
- 三段目優勝：1回（2004年3月場所）